# Marcus Rose
William Marcus Henderson Rose, est né le 12 janvier 1957 à Loughborough (Angleterre). C’est un joueur de rugby à XV, qui joue avec l'équipe d'Angleterre de 1981 à 1987, évoluant au poste d'arrière. 

## Carrière

### En club
- Cambridge University,
- Coventry
- Harlequins

Le 11 novembre 1982, il joue avec les Barbarians français contre l'Argentine à Dax. Les Baa-Baas s'inclinent 8 à 22.

### En équipe nationale
Il a eu sa première cape internationale le 7 mars 1981, à l’occasion d’un match contre l'équipe d'Irlande. 
Il fait sa réapparition avec le XV de la Rose en 1987 après avoir manqué 25 rencontres internationales consécutives.

## Palmarès
- 10 sélections avec l'équipe d'Angleterre
- 82 points
- 2 essais, 4 transformations, 22 pénalités
- Sélections par année : 2 en 1981, 3 en 1982, 5 en 1987
- Tournois des Cinq Nations disputés : 1981, 1982, 1987
- Participation à la Coupe du monde de rugby 1987 (1 match, 1 comme titulaire)